# Lara Stoll

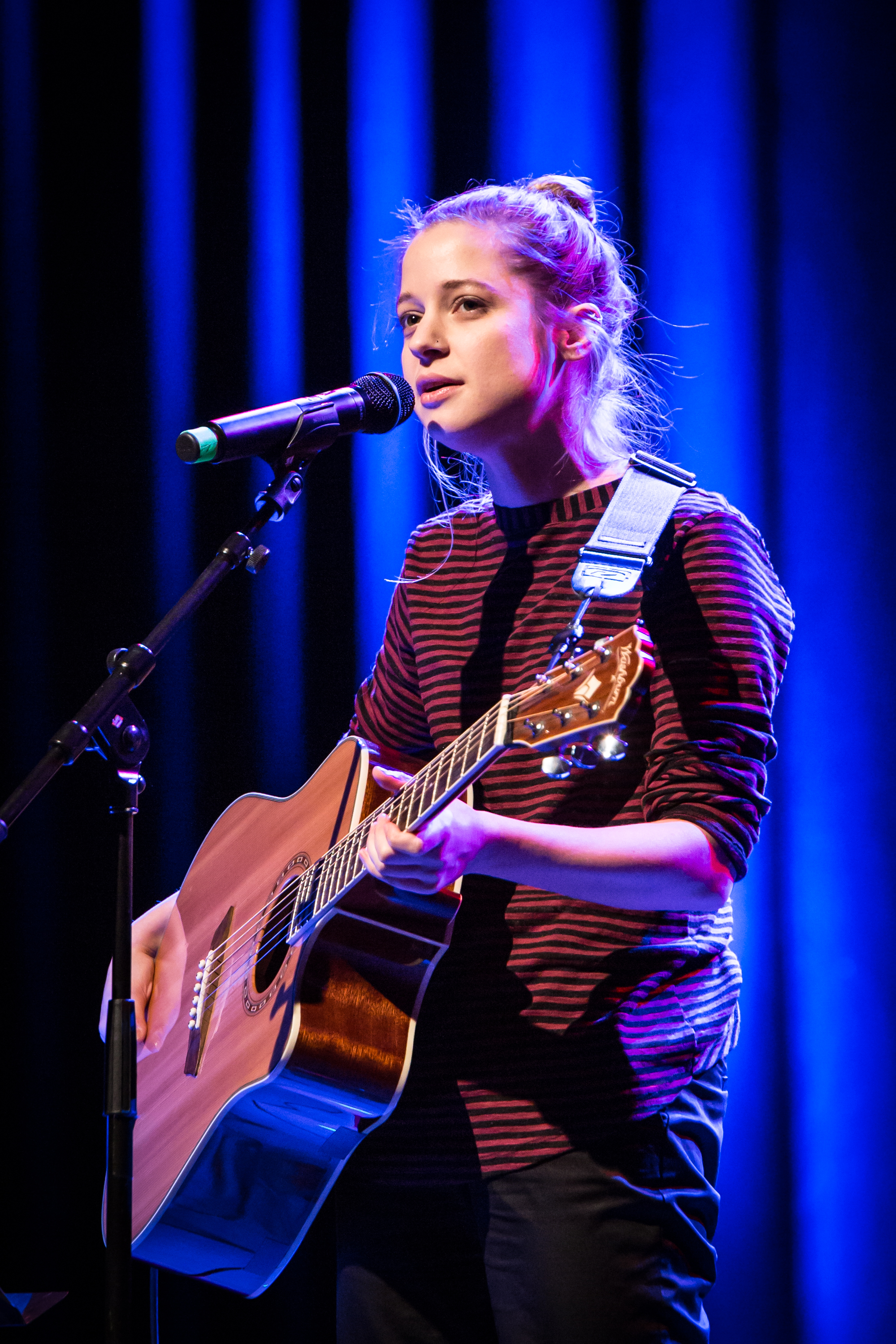
Lara Stoll bei der Internationalen Kulturbörse Freiburg 2018

Lara Stoll (* 2. Mai 1987 in Schaffhausen) ist eine Schweizer Slam-Poetin, Filmemacherin, Schauspielerin und Autorin.

## Leben
Lara Stoll wuchs in Rheinklingen im Kanton Thurgau auf. Sie absolvierte das Lehrerseminar in Kreuzlingen und schloss 2015 ein Bachelorstudium Film und Regie an der Zürcher Hochschule der Künste ab. Nach einem Aufenthalt in Winterthur lebt sie heute in Zürich. 2005 trat sie erstmals an einem Poetry Slam auf. 2014 und 2015 wirkte sie als Fachberaterin der Expertenkommission CH-Dokfilm.
Im Juli 2016 geriet Lara Stoll in die Schlagzeilen, weil sie bei einem Crowdfunding auf der Plattform wemakeit als Belohnung unter anderem Joints versprochen hatte. wemakeit betonte später, das Versprechen sei nur ironisch gemeint gewesen.

## Auftritte (Auswahl)
- 2015: Text-Tiegel beim internationalen Spoken-Word-Festivals woerdz Luzern
- 2014: Spoken Word Festival Warschau
- 2013: International Poetry Slam Madrid
- 2011: Verleihung Goldiger Biberfladen, Appenzell
- 2010: Slam d’Europe, Reims (F)
- 2010: Schweizer Poetry-Slam-Meisterschaften
- 2009: Deutschsprachige Meisterschaften im Poetryslam, Düsseldorf.
- 2013–2015: Lara im Krisengebiet: Jubiläum 20 Jahre Büecherbrugg; Gemeindebibliothek Menzingen; Schwanenbühne in Stein am Rhein; Bibliothek Schwerzenbach; Gemeindebibliothek Klosters; bei Theater Duo Fischbach; Bibliothek Dietlikon; Waaghaus Winterthur; Frohsinn Weinfelden; Kantonsbibliothek Thurgau; Laupen; Buchhandlung Hibou, Kloten.
- 2010–2011: Hanni, Nanni & ich: Bibliothek Fehraltorf; Löwen, Sirnach; Vorstadttheater im Eisenwerk, Frauenfeld; Schauwerk in der Kammgarn, Schaffhausen; Schwanenbühne, Stein am Rhein; Sternenkeller, Rüti/ZH; Casino Theater, Winterthur; Loni Übler Haus, Nürnberg (D); Fabriggli, Buchs; Zürich lacht, Newcomer Bühne S, Zürich.

## Fernseh- und Radio-Sendungen
- 2020 SRF Krimiserie Advent, Advent (zusammen mit Gabriel Vetter)[3]
- 2013–2015 Fernseh- und Internetsendung Bild mit Ton (zusammen mit Cyrill Oberholzer und Dominik Wolfinger)
- Verschiedene Auftritte bei Giacobbo/Müller
- Comedy im Labor, Schweizer Fernsehen
- 2014 Radio SRF 2 Kultur - HörPunkt Spezialsendung live! zur Durchmesserlinie
- 2013 SRF bi de Lüt - Live aus Neuhausen
- 2010 Live-Radiosendung Ohrfeigen DRS 1, Millers, Zürich

## Auszeichnungen
- 2021: Salzburger Stier[4]
- 2019: Deutscher Kleinkunstpreis – Förderpreis der Stadt Mainz[5]
- 2013: Förderpreis der Internationalen Bodenseekonferenz für ihre literarische Arbeit.
- 2011: Thurgauer Kulturpreis für ihre „unermüdliche Energie und ihr literarisches Talent“.
- 2011: Kleinkunstpreis De goldig Biberflade
- 2010: 1. Platz in der ersten Slam-Poetry Schweizermeisterschaft.
- 2010: 1. Platz in den ersten Poetryslam Europameisterschaften in Reims, mit dem Text Weshalb ich manchmal gerne ein John-Deere-Traktor 7810 wäre!
- 2009: 2. Platz Schweizerjugendfilmtage, mit der Verfilmung von Das Besteck und ich.
- 2006: National06, München, Beste U20

## Hörproduktionen
- Lara Stoll: Die unglaubliche Reise der total verrückten Lara. Slam-Poetry-Hörbuch zur Solo-Show Hanni, Nanni & ich. Verfasser/Beitragende: Lara Stoll. Luzern: Der gesunde Menschenversand, 2011 (1 Compact Disc (158 Min.)). ISBN 978-3-905825-24-4.